# إرفينغ فيشمان
إرفينغ فيشمان هو محامي وسياسي أمريكي، ولد في 29 مارس 1921، وتوفي في 4 يناير 2014. نشط حزبياً في الحزب الديمقراطي. وقد انتخب عضو مجلس نواب ماساتشوستس ‏.